# Hotel Sevilla (Algeciras)

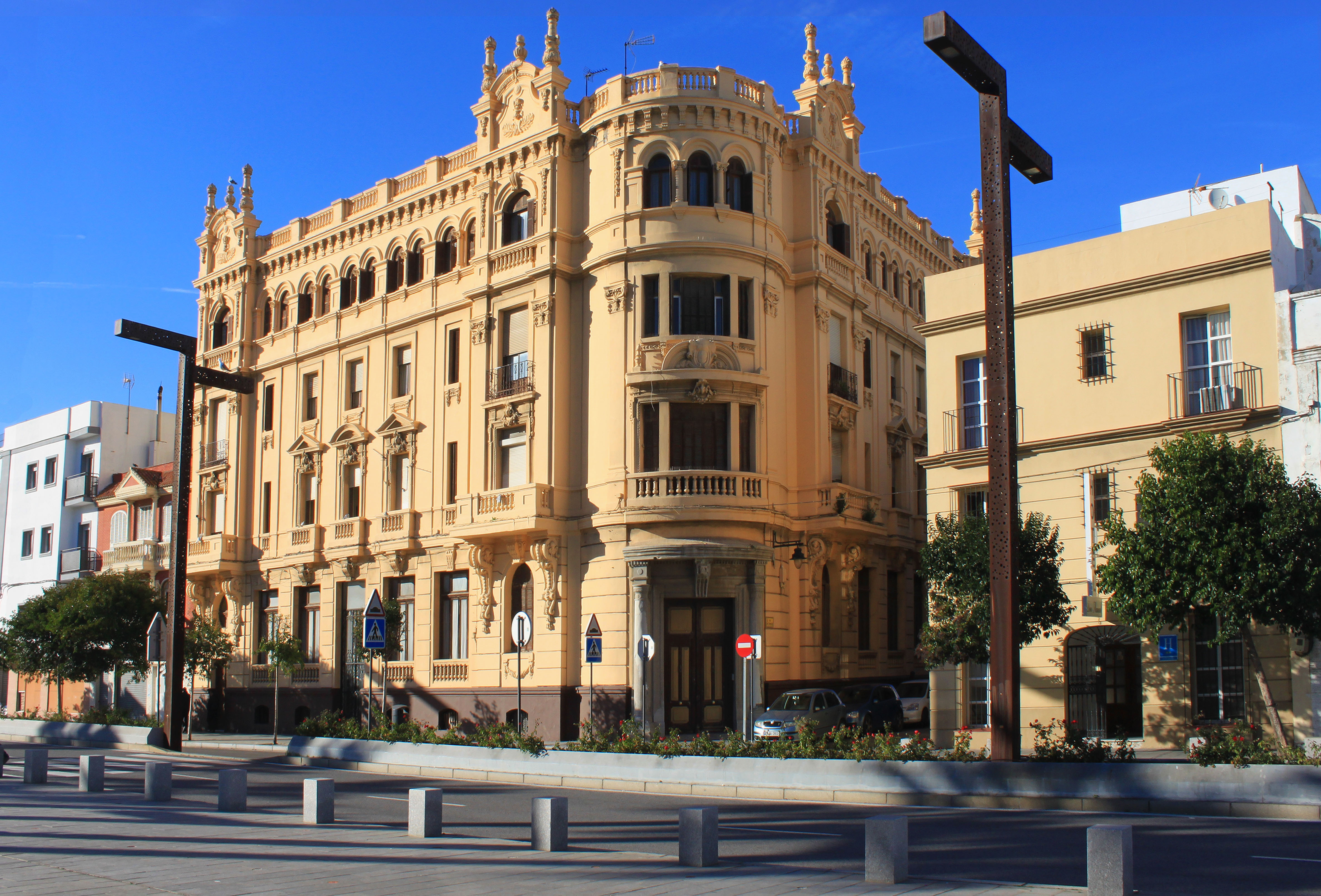

El Hotel Sevilla es un edificio histórico situado en la ciudad de Algeciras (provincia de Cádiz) España. El edificio fue construido en el lugar donde antes se encontraba la sede de la Aduana de la ciudad en la calle Segismundo Moret cerca de la estación de ferrocarril, de los muelles del puerto y de otras instalaciones hoteleras de la ciudad como el Hotel Anglo-Hispano, el Hotel Reina Cristina o el Hotel Término, en lo que antes había sido la desembocadura del río de la Miel, hoy urbanizado con el nombre de Paseo del Río de la Miel.
Su edificación tuvo lugar entre los años 1922 y 1925 por parte del arquitecto madrileño Emilio Antón Hernández, siendo propiedad el inmueble del empresario Miguel González Gómez de Nievas, Conde de Isla Verde. Aunque de proporciones no muy destacables en planta es de especial interés la fachada principal. Catalogado como de estilo historicista neobarroco posee cuatro plantas y planta en «L» haciendo esquina con las calles Segismundo Moret y Santacana. Tres diferentes estilos decorativos se presentan en la planta baja, la primera y segunda planta y la tercera. En la planta baja destacan los amplios ventanales y los paños decorados con un bandeado a modo de sillares almohadillados. En la primera y segunda planta las ventanas son altas y estrechas con balaustres y frontón triangular. En la tercera planta las ventanas son aún más estrechas y numerosas enmarcadas por pilastras y arcos de medio punto. En los extremos del edificio se sitúan balcones salientes con grandes pilastras rematados por pináculos y elementos barrocos que homogeneizan los estilos de las cuatro plantas. Aunque actualmente ha perdido una estructura cupular que coronaba la puerta principal todavía es posible advertir la espectacularidad que su arquitectura le confería en su tiempo. Los balcones mensulados, los remates del edificio, los balaustres y los elementos decorativos de motivos vegetales y geométricos, a veces excesivos, imprimen al edificio un aspecto de casa señorial que destaca sobre los edificios populares de los entornos.
En el pasado, una vez terminado su uso hotelero en los años 50 fue sede local de la empresa Transmediterránea y de los Juzgados de Algeciras. En la actualidad el edificio del Hotel Sevilla tiene uso residencial, donde habita la familia González-Gaggero y se encuentra protegido como Arquitectura de notable interés arquitectónico Grado 2 en el Plan General de Ordenación Urbana de Algeciras.